# Metodologia ativa
Metodologia ativa de aprendizagem é um processo amplo e possui como principal característica a inserção do aluno/estudante como agente principal responsável pela sua aprendizagem, comprometendo-se com seu aprendizado.
Importante dizer que, a sociedade contemporânea está em constante e acelerado desenvolvimento, e a tecnologia integra esse processo de transformação, ao passo que o mundo está cada vez mais conectado e dependente dos recursos tecnológicos e de comunicação.
De acordo com Borges et. al (2022) “as mudanças vivenciadas pela humanidade no século XX foram mais impactantes para as sociedades humanas que as alterações ocorridas nos mil anos anteriores”, isso em razão da celeridade com o que acontece.
O processo de ensino e aprendizagem necessitam acompanhar a essas transformações presentes na sociedade. Diferentemente da sociedade do século XVIII início do século XX, em que o ensino acontecia de forma mecanizada e tradicionalista, a sociedade atual apresenta novos anseios e necessidades muito diferentes do passado.
Deste modo, para que o processo educacional acompanhe as transformações tecnológicas, se faz necessária a promoção de um ensino significativo para os alunos, rompendo com o ensino tradicional e tecnicista, por meio de novas metodologias que busquem colocar o aluno como protagonista do processo de ensino e aprendizagem.
Nessa seara, o professor e pesquisador José Moran [2018] aborda (...) “a importância de superar a educação bancária, tradicional e focar a aprendizagem no aluno, envolvendo-o, motivando-o e dialogando com ele”. 
Verifica-se que as tendências pedagógicas têm se modificado ao decorrer dos anos, dessa forma, é possível perceber que as abordagens de ensino não pararam no tempo, mas sim procuraram se adaptar de acordo com o contexto social e histórico, de forma a abrir possibilidades para que a aprendizagem possa ocorrer de maneira cada vez mais proveitosa. A metodologia ativa é, então, uma alternativa ao modelo tradicional de ensino.
A abordagem tradicional já existe a alguns séculos, embora nos dias atuais ela ainda seja frequentemente utilizada. Trata-se de um modelo no qual o professor, uma vez centralizado, transmite conhecimentos aos seus alunos, responsáveis por assimilá-los. Ou seja, ela não prioriza a particularidade de cada estudante. Elas se diferenciam das metodologias tradicionais, que tendem a ser mais passivas e centradas no professor, pois o aluno é apenas um receptor de informações.  
Diversos autores já contribuíram com análises que destacaram quais os pontos positivos e negativos dessa pedagogia. Segundo Mizukami (1986), Émile Chartier, por exemplo, foi um “defensor deste tipo de abordagem”, enquanto Paulo Freire a evidencia como uma “educação bancária”.  Freire (1987), diz que a abordagem tradicional se trata de uma educação dissertadora, em que muito se usa da repetição, fixação e memorização, não fazendo reflexões frente a realidade dos estudantes, sendo esse o ponto que leva ao termo antes referido como " educação bancária", onde o estudante se torna apenas receptor e arquivador daquelas informações e não o sujeito da aprendizagem. 
A metodologia ativa se contrapõe ao modelo tradicional quando o transcende e busca compreender um ensino centrado no aluno, estimulando a todo momento a sua participação e colocando o professor como um mediador do processo de ensino-aprendizagem.
O processo de educar, devido a múltiplos fatores (como a rapidez na produção de conhecimento, a provisoriedade das verdades construídas no saber científico e, principalmente, da facilidade de acesso à vasta gama de informação) deixou de ser baseado na mera transmissão de conhecimentos.
Nesse contexto as metodologias ativas surgem como proposta para focar o processo de ensinar e aprender na busca da participação ativa de todos os envolvidos, centrados na realidade em que estão inseridos.
As metodologias ativas "têm se destacado refletindo sobre o papel do professor e do aluno no processo de ensino e aprendizagem, buscando provocar mudanças nas práticas em sala de aula que estão, por muitas vezes, enraizadas no modelo tradicional de ensino". Como enfrentamento ao este modelo tradicional imposto e aceito ao longo do tempo, tem-se lançado mão das metodologias ativas de ensino e aprendizagem, nas quais é dado forte estímulo ao reconhecimento dos problemas do mundo atual (tanto nacional quanto regional), tornando os alunos capazes de intervir e promover as transformações necessárias. O aluno torna-se protagonista no processo de construção de seu conhecimento, sendo responsável pela sua trajetória e pelo alcance de seus objetivos, no qual deve ser capaz de autogerenciar e autogovernar seu processo de formação.
Borges e Alencar apresentam metodologias ativas de ensino-aprendizagem que servem como recurso didático base para uma formação crítica e reflexiva, são elas o método PBL (Aprendizagem baseada em Problemas) e os Grupos Operativos.
Camargo e Daros (2018) afirmam que as Metodologias Ativas são um conjunto de atividades organizadas, com a presença marcante da intencionalidade educativa,  nas quais os estudantes deixam de ser um agente passivo (que apenas escuta) e passam a ser membros ativos no processo de aprendizagem por meio de estratégias pedagógicas que estimulam a apropriação e produção de conhecimento e a análise de problemas.

Embora muitos se confundam, a metodologia ativa não implica necessariamente no uso das tecnologias mais recentes e tão pouco pode ser empregada exclusivamente para o uso das mesmas, já que a pedagogia deve reger como os recursos tecnológicos serão utilizados nos processos educativos e não o contrário. Existem diferentes possibilidades de metodologias ativas capazes de promover nos alunos a autonomia.
Segundo José Moran e Lilian Bacichi  “são muitos os métodos associados às metodologias ativas (...) sala de aula invertida, sala de aula compartilhada, aprendizagem por projetos, contextualização da aprendizagem, ensino híbrido(...)”.
Portanto, cabe aos professores buscarem novos caminhos e metodologias, dentre os quais colocarão os estudantes como protagonistas nos processos de ensino-aprendizagem.

## Metodologias ativas e a pedagogia da problematização
Pedagogia da problematização é um modelo de ensino contemplado no chamado Método Paulo Freire, onde a chamada a educação libertadora, a qual valoriza o diálogo e desmistifica a realidade, é posta em prática. Com isso, objetiva-se a transformação social por meio de uma prática conscientizadora e crítica. Neste contexto problematizar não se restringe a apenas apresentar questões, ultrapassando estas até chegar à discussão dos conflitos que fazem parte e mantêm o problema apresentado. Tudo isso implica na motivação do aluno, bem como na sua capacidade de reflexão e produção do conhecimento, ou seja, a problematização possibilita a participação ativa do estudante.

## Instrução por pares
Consiste numa metodologia em que os próprios estudantes funcionam como tutores dos seus colegas de sala. Essa metodologia é eficiente porque o próprio estudante-tutor está totalmente inserido no contexto do colega que precisa ser ensinado, utiliza a mesma linguagem, possui a mesma faixa etária e entendimento. Normalmente são estudantes que estão mais avançados na aprendizagem que são tutores de estudantes que apresentam alguma dificuldade. Passeri e Mazur (2019) verificaram que a instrução por pares como feedback após a prova eleva a retenção de conhecimentos básicos em estudantes de medicina.

## Gamificação
É uma metodologia ativa na qual jogos são utilizados como estratégia de aprendizagem. Na gamificação geralmente são utilizados elementos motivadores na construção do percurso de aprendizagem no jogo, em ambiente virtual (geralmente) o que favorece o interesse da geração Z. Nesse contexto, Silva et al. (2019) verificaram que a estudantes de Física do ensino médio que tiveram aulas gamificadas obtiveram um ganho de aprendizagem superior aos que tiveram aulas tradicionais.
Fermozelli et al. (2017) estudaram o efeito do uso ensino híbrido para estudantes de medicina e observaram que a forma híbrida de ensino contribui para aprendizagem significativa dos estudantes.

## Sala de aula invertida
A sala de aula invertida é uma das possibilidades de concretização das metodologias ativas. Embora já seja utilizada nos níveis da educação básica, é mais comumente utilizada no ensino superior e se destacam de maneira positiva principalmente na educação a distância. Essa estratégia inverte a lógica tradicional de aula, sendo que o estudante é previamente exposto a um material relacionado à temática da aula (podendo, inclusive, acessar material extra sobre o tema) e, posteriormente, tem espaço para discutir com seus pares e com seu professor aquilo que foi estudado.

## Autorregulação da aprendizagem
De modo específico, a autorregulação pode ser definida como um processo ativo, que permite aos sujeitos o monitoramento e a regulação de suas cognições, motivação e comportamentos, com o intuito de alcançar objetivos de aprendizagem e permite uma autogestão acadêmica, além de melhorarem o desempenho estudantil.

## Estudo de Caso
O estudo de caso, como metodologia ativa, é um método de ensino que envolve a análise detalhada de uma situação, evento ou problema específico (seja real ou fictício) que os alunos devem investigar e resolver. Esta abordagem promove o desenvolvimento do pensamento crítico, das habilidades de resolução de problemas e da aplicação prática das teorias aprendidas em sala de aula. Os alunos são incentivados a participar ativamente, discutir e propor soluções com base nas suas próprias análises e pesquisas. O papel do professor é facilitar esse processo, orientar as discussões e ajudar os alunos a refletir criticamente sobre os diferentes aspectos do caso.